# Progomphus pygmaeus
Progomphus pygmaeus är en trollsländeart som beskrevs av Selys 1873. Progomphus pygmaeus ingår i släktet Progomphus och familjen flodtrollsländor. IUCN kategoriserar arten globalt som livskraftig. Inga underarter finns listade i Catalogue of Life.